# Maculobates breviporosus
Maculobates breviporosus är en kvalsterart som beskrevs av Sandór Mahunka 1980. Maculobates breviporosus ingår i släktet Maculobates och familjen Liebstadiidae. Inga underarter finns listade i Catalogue of Life.